# Rodrigo Ruiz Díaz
Rodrigo Ruiz Díaz (San Juan Nepomuceno, 15 gennaio 1999) è un calciatore paraguaiano, attaccante dell'Achmat Groznyj.

## Caratteristiche tecniche
È un'ala destra.

## Carriera

### Club
Cresciuto nel settore giovanile del Sol de América, ha esordito in prima squadra il 5 febbraio 2017 disputando l'incontro di División Profesional pareggiato 1-1 contro lo Independiente.

### Nazionale
Ha partecipato al Campionato Sudamericano Under-20 del 2019.

## Statistiche

### Presenze e reti nei club
Statistiche aggiornate al 22 gennaio 2019.
| Stagione        | Squadra         | Campionato      | Campionato | Campionato | Coppe nazionali | Coppe nazionali | Coppe nazionali | Coppe continentali | Coppe continentali | Coppe continentali | Altre coppe | Altre coppe | Altre coppe | Totale | Totale | Totale |
| Stagione        | Squadra         | Comp            | Pres       | Reti       | Comp            | Pres            | Reti            | Comp               | Pres               | Reti               | Comp        | Pres        | Reti        | Pres   | Reti   |        |
| --------------- | --------------- | --------------- | ---------- | ---------- | --------------- | --------------- | --------------- | ------------------ | ------------------ | ------------------ | ----------- | ----------- | ----------- | ------ | ------ | ------ |
| 2017            | Sol de América  | PD              | 15         | 2          |                 | -               | -               | CS                 | 1                  | 0                  |             | -           | -           | 16     | 2      |        |
| 2018            | Sol de América  | PD              | 28         | 4          |                 | -               | -               | CS                 | 1                  | 0                  |             | -           | -           | 29     | 4      |        |
| Totale carriera | Totale carriera | Totale carriera | 43         | 6          |                 | -               | -               |                    | 2                  | 0                  |             | -           | -           | 45     | 6      |        |

### Cronologia presenze e reti in nazionale
| Cronologia completa delle presenze e delle reti in nazionale ― Paraguay under 20 | Cronologia completa delle presenze e delle reti in nazionale ― Paraguay under 20 | Cronologia completa delle presenze e delle reti in nazionale ― Paraguay under 20 | Cronologia completa delle presenze e delle reti in nazionale ― Paraguay under 20 | Cronologia completa delle presenze e delle reti in nazionale ― Paraguay under 20 | Cronologia completa delle presenze e delle reti in nazionale ― Paraguay under 20 | Cronologia completa delle presenze e delle reti in nazionale ― Paraguay under 20 | Cronologia completa delle presenze e delle reti in nazionale ― Paraguay under 20 |
| Data                                                                             | Città                                                                            | In casa                                                                          | Risultato                                                                        | Ospiti                                                                           | Competizione                                                                     | Reti                                                                             | Note                                                                             |
| -------------------------------------------------------------------------------- | -------------------------------------------------------------------------------- | -------------------------------------------------------------------------------- | -------------------------------------------------------------------------------- | -------------------------------------------------------------------------------- | -------------------------------------------------------------------------------- | -------------------------------------------------------------------------------- | -------------------------------------------------------------------------------- |
| 18-1-2019                                                                        | Talca                                                                            | Ecuador under 20                                                                 | 3 – 0                                                                            | Paraguay under 20                                                                | Sudamericano Sub-20 2019 - 1º turno                                              | -                                                                                | 46’                                                                              |
| 20-1-2019                                                                        | Curicó                                                                           | Paraguay under 20                                                                | 1 – 1                                                                            | Argentina under 20                                                               | Sudamericano Sub-20 2019 - 1º turno                                              | -                                                                                | 58’                                                                              |
| 22-1-2019                                                                        | Talca                                                                            | Paraguay under 20                                                                | 1 – 0                                                                            | Perù under 20                                                                    | Sudamericano Sub-20 2019 - 1º turno                                              | -                                                                                | 84’                                                                              |
| Totale                                                                           |                                                                                  | Presenze                                                                         | 3                                                                                |                                                                                  | Reti                                                                             | 0                                                                                |                                                                                  |